# Santa Isabel (ort i Brasilien, São Paulo, Santa Isabel)
Santa Isabel är en ort i Brasilien.   Den ligger i kommunen Santa Isabel och delstaten São Paulo, i den sydöstra delen av landet, 900 km söder om huvudstaden Brasília. Santa Isabel ligger 658 meter över havet och antalet invånare är 33 709.
Terrängen runt Santa Isabel är platt åt nordväst, men åt sydost är den kuperad. Närmaste större samhälle är Arujá, 13,5 km sydväst om Santa Isabel.
Omgivningarna runt Santa Isabel är en mosaik av jordbruksmark och naturlig växtlighet. Runt Santa Isabel är det ganska tätbefolkat, med 185 invånare per kvadratkilometer.